# بلبل هیمالیا
بلبل هیمالیا (نام علمی: Pycnonotus leucogenys) نام یک گونه از سرده بلبل‌ها است.